# Uloborus formosus
Uloborus formosus är en spindelart som beskrevs av Marx 1898. Uloborus formosus ingår i släktet Uloborus och familjen krusnätsspindlar. Inga underarter finns listade i Catalogue of Life.